# Guimarey (La Estrada)
Guimarey (llamada oficialmente San Xiao de Guimarei) es una parroquia del municipio de La Estrada, en la provincia de Pontevedra, Galicia, España.

## Límites
Limita con las parroquias de Tabeirós, Somoza, Ouzande, La Estrada, Lagartones y Cereijo. En 1842 tenía una población de hecho de 197 personas. En los veinte años que van de 1986 a 2006 la población pasó de 589 a 442 personas, lo cual significó una pérdida del 24,96%.